# Auchtermuchty
Auchtermuchty är en ort i Storbritannien.   Den ligger i kommunen Fife och riksdelen Skottland, i den norra delen av landet, 600 km norr om huvudstaden London. Auchtermuchty ligger 63 meter över havet och antalet invånare är 2 023.
Terrängen runt Auchtermuchty är kuperad västerut, men österut är den platt. Runt Auchtermuchty är det tätbefolkat, med 476 invånare per kvadratkilometer. Närmaste större samhälle är Glenrothes, 11,3 km söder om Auchtermuchty. Trakten runt Auchtermuchty består till största delen av jordbruksmark.